# Beaumont Asquith
Beaumont Asquith (16 tháng 9 năm 1910 – 12 tháng 4 năm 1977) là một cầu thủ bóng đá người Anh thi đấu cho Barnsley, Manchester United và Bradford City.